# REIKA
REIKA（れいか、3月14日 - ）は、東京都出身の歌手・声優。声優としては井上 麗花（いのうえ れいか）の名義で活動。有限会社TABグループの代表取締役社長を兼任している。

## 経歴
- 1990年にメジャーデビュー[2]後、ゲーム業界に進出。ゲームソフト『あすか120%』シリーズ全7作全ての音楽制作（主題歌・エンディングの作詞・ヴォーカル）に携わり、以後もゲーム業界において、様々なジャンルの作品に携わる。
- ヨナオケイシと長年コンビを組み、ゲーム業界のみならずユニット「MOTLEY」でのライブ活動も精力的に行っている。歌手の他、声優、作詞、コーラスアレンジ、ディレクターなど様々なジャンルに活動の場を広げると同時に、講師としての活動も行っている。
- REIKA自身の所属する『TILDE』および自身の個人ウェブサイトが2010年8月25日以降、大幅リニューアルされた。同年11月には自身がブログがまだ定着していなかった時代から書き続けてきたブログ『れいちゃんの日記』がアメーバブログに移動した。
- 2012年6月下旬に株式会社TAB・有限会社TABプロダクションの各社において代表取締役社長に就任。これに伴い、TABプロダクション所属となった。
- 熱心なオフィシャルブロガーであり、日に何度もブログを更新している。家族について投稿することが多く、自身の生い立ちなどについてもよく書き込んでいる。
- 腎盂腎炎の持病がある[3]。
- 2017年12月27日に養母が亡くなったことをブログにて告知[4]。

## 出演
太字はメインキャラクター。

### ゲーム
- あすか120%（1999年、キャシィ・ワイルド）
  - ファイナル
  - リターン
- 焼肉奉行（2001年、仲良三人組、アメリカーナ、ワイルドダンサー）
- とことこトラブル 地球イタダキ！（2003年、ミス・ピピル・プリンプリン）
- こすちゅ〜む☆ぷれいや〜（2006年、ユウト）
- 探偵 神宮寺三郎 灰とダイヤモンド（2009年）
- ファミ魔！（2010年、ダンゴ）
- ラスグレイヴ探偵譚（アイリーン・スロウ）

### ラジオ
※はインターネット配信。
- MOTLEY'S BOX
- 渋谷FMジングル
- TILDEの全体責任
- TILDEの全体責任もばいる
- 丸山竜一のドラゴンラジオ（第1回ゲスト、第2回よりアシスタント）
- REIKAとこぐれ修のいてまえラジオ→れいれいでぃお

## ディスコグラフィ

### アルバム
| 枚  | 発売日         | タイトル                                            | 規格品番 |
| --- | -------------- | --------------------------------------------------- | -------- |
| 1st | 2007年4月27日  | TILDE GAME MUSIC COLLECTION VOL,6 TILDE⇔REIKA       |          |
| 2nd | 2007年4月27日  | TILDE GAME MUSIC COLLECTION VOL,7 TILDE⇔REIKA+      |          |
| 3rd | 2009年10月28日 | TILDE GAME MUSIC COLLECTION VOL,8 TILDE⇔REIKA COVER |          |

### 楽曲
| 発売日         | 商品名                                                   | 歌                  | 楽曲                 | 備考                                                      |
| -------------- | -------------------------------------------------------- | ------------------- | -------------------- | --------------------------------------------------------- |
| 2001年11月16日 | Forgive あしたの雪之丞 Vocal & Drama Collection          | REIKA               | 「癒される場所」     |                                                           |
| 2001年11月16日 | Forgive あしたの雪之丞 Vocal & Drama Collection          | REIKA               | 「Never too late」   |                                                           |
| 2002年8月9日   | LIGHT Song of The Best Collection                        | REIKA               | 「夜を越えて」       | PCゲーム『Bluelight Magic』エンディングテーマ             |
| 2003年8月1日   | TILDE GAME MUSIC VOL,1 TILDE⇔light                       | REIKA               | 「White Angel」      |                                                           |
| 2003年8月1日   | TILDE GAME MUSIC VOL,1 TILDE⇔light                       | REIKA、YUKIKO       | 「僕と、僕らの夏」   | PCゲーム『僕と、僕らの夏』                                |
| 2003年12月26日 | 塔ノ沢魔術研究会 -ORIGINAL SOUND TRACK-                  | REIKA               | 「FLY」              | PCゲーム『塔ノ沢魔術研究会』主題歌                        |
| 2004年7月30日  | 桜待坂Stories Sound Stage Zero                           | REIKA               | 「Cherish!」         | PCゲーム『桜待坂Stories〜Volume.1〜』オープニングテーマ   |
| 2004年8月13日  | 桜待坂Stories サウンドステージ1〜Side-F 真夏の夜の花火〜 | REIKA               | 「Cherish!<SS-Mix>」 | PCゲーム『桜待坂Stories〜Volume.1〜』関連曲               |
| 2004年10月29日 | TILDE GAME MUSIC COLLECTION Vol.4 TILDE⇔elf              | REIKA               | 「想い出の海」       | PCゲーム『Refrain Blue』エンディングテーマ                |
| 2006年2月17日  | TILDE GAME MUSIC COLLECTION VOL,5 TILDE⇔CherryRiddleArt  | REIKA               | 「潮騒の声」         | PCゲーム『しおさいの悲鳴』オープニングテーマ              |
| 2006年12月22日 | 愛姉妹 〜どっちにするの!!〜 アレンジサウンドトラック     | REIKA、らん丸       | 「I see mind!」      | PCゲーム『愛姉妹 〜どっちにするの!!〜』オープニングテーマ |
| 2006年12月22日 | 愛姉妹 〜どっちにするの!!〜 アレンジサウンドトラック     | REIKA               | 「雫」               | PCゲーム『愛姉妹 〜どっちにするの!!〜』関連曲             |
| 2007年8月24日  | こいとれ 〜REN-AI TRAINING〜 Original Soundtracks        | REIKA、FUMI、MiSAKi | 「ラブロワ！」       | PCゲーム『こいとれ 〜REN-AI TRAINING〜』イメージソング    |
| 2009年2月20日  | Spin→Out『Toystrumental』                                | REIKA               | 「OnlyYorMusic」     |                                                           |

### TILDE
- TILDE GAME MUSIC COLLECTION VOL,9 TILDE⇔あすか120%SP
- TILDE GAME MUSIC COLLECTION VOL,3 TILDE⇔あすか120%
- TILDE GAME MUSIC COLLECTION VOL,2 TILDE⇔After…

### RI∽KY
- INFLATION
- Before The Inflation

### MOTLEY
- EXCEED
- MOTLEY 10th Anniversary
- HALLELUJAH
- TELL THE TRUTH
- TIME
- CYBERVOYAGE
- PRESENT

### その他
- anchor point「Eternal Sequence」 - ボーカル
- 「あすか120%オリジナルサウンドトラックPCエンジンオリジナル あすか120%ミュージックメモリーズプラス」
- 「あすか120%BURNINGFEST MINIMUM」
- After... コンプリートボーカルコレクション
- 「Memories Off 〜それから〜 Character File01〜06」BGMアレンジ
- あすか120%シリーズ（すべてのOP、ED）
- ルイン 〜神の遺産〜「旅のはじまり」
- はぷじゃ! 挿入歌
- わんことくらそう「キミとボクのセカイ」「ひなたのみち」
- Re:「Everyday」
- ウエイトレスパラダイス「君がここにいるから」作詞
- Hi★Paiパラダイス「PARADISE!」
- お嬢様イケませんっ！（れっどしぐなる）「ハピハピ！」
- カラフルBOX「Continue」
- STAY (Ocarina)「STAY〜あなたのとなりに〜」
- あしたの雪之丞 キャラクターソング
- けもぱにっ!「ふるふるぱにっく」「いっしょにおさんぽ」
- あるすまぐな! -ARS:MAGNA-「Color ribbon」「Eternal Present」作詞
- 僕と極姉と海のYear!!（しゃんぐりら）
- お姉チャンバラ vorteX〜忌血を継ぐ者たち〜（ディースリー・パブリッシャー）「Cure killer」
- けもぱにっ!「ふるふるぱにっく」、「いっしょにおさんぽ」作詞・Vocal
- ファミ魔!「Miracle!」、「Fun to meet mind」作詞・メインVocal
- 籠の中の彼女「True love」作詞・Vocal
- ルー=ガルー2　インクブス×スクブス　相容れぬ夢魔(講談社) 「Rule got rule」作詞・Vocal
- 誰かがドアをKnockする (舞台) 「Knocking on the mind」作詞・Vocal
- 明日もこの部室（へや）で会いましょう(ミルクプリン) 「Photograph」作詞・Vocal
- OVAサクラカプセルキャラクターイメージソング(OVAサクラカプセル) 「Dear my friend」作詞

### 作詞提供
時期不明
- RIE「Happy Journey」
- RIE「Hi・Ra・Ri」
- YUKIKO「Precious Love」
- REYRE+RIEっ娘。+FUGU「The very player」

2008年
- 榊原ゆい「Über den Himmel」

2020年
- 西口有香「蒼」